# Ramnebo Gatgöl
Ramnebo Gatgöl är en sjö i Oskarshamns kommun i Småland och ingår i Marströmmens huvudavrinningsområde.